# Danske filosofihistorikere
Nedskrevne filosofihistorier har vi kendt til siden filosofiens begyndelse. Opsamlinger med niveau har været blandt andet Aristoteles', der tidligt anså filosofihistorien for en vågnende opmærksomhed på forklaringsprincipper om virkeligheden, men ikke satte ideer lig virkeligheden. Samtidens mest foretrukne filosofihistorier var imidlertid genren vi i dag kender som fx "The Lives and Opinions of ...", der mest er i slægt med "memoirer og meninger om ...". Den ældste filosofihistorie vi har bevaret afskrifter af er Diogenes Laertius' fra senantikkens 3. århundrede. Beklageligvis i mindre gode afskrifter. På verdensplan kom der først dybere og grundigere filosofihistorier med især GWF Hegel. 

I Danmark blev der i forbindelse med filosofikum til at begynde med skrevet tunge filosofi- og videnskabshistoriske manuskripter samtidens professorer læste op af når de docerede ved forelæsningerne. Først med pionerarbejde ved Hans Brøchner og Harald Høffding i 1870'erne kom der bedre danske filosofihistorier. Brøchners Philosophiens Historie i grundrids, 1-2 (1873-74) var inspireret af den tyske romantiks systembygger G.W.F. Hegel og blev mest kritiseret for at være vanskelig at læse, blandt andet af Høffding. For Brøchner gjaldt at filosofihistorien agerer som en teleologisk udviklingslov, der under inspiration af Hegel bevæger sig henimod at blive bevidst om sig 'selv'. Metoden er nært beslægtet med hypotetisk-deduktivisme: 
"ad Inductionens Vei opad fra det empiriske Enkelte til et sammenfattende Alment; men fra den gjennem de forudgaaende Enkeltundersøgelser muliggjorte erkjendelse af det Almene stiger deducerende ned til det Enkelte og giver dettes Opfattelse paa een gang en rigere Fylde og en strængere Nødvendighed ved at lade det sees i dets Begrundethed og Bestemthed ved hint."
Både Høffding og litteraturkritikeren Georg Brandes tilegnede dog Brøchner et hovedværk hver: Brandes Hovedstrømninger i det 19. Aarhundredes Litteratur fra 1872 og Høffding Den nyere Filosofis Historie I-II fra 1894-1895, der er en opsamling af hans tidlige bøger om henholdsvis "Tydsk Philosophi" (1872) og engelsk filosofi (1874). Det er sagt om Høffdings filosofihistorie at den gjorde idehistoriens skikkelser til små eller store "Høffdingianere". I mange årtier var Høffdings filosofihistorieudgaver de toneangivende i Danmark. En engelsk udgave optryktes langt op i det 20. århundrede. Fornyelsen fra Høffdings side bestod bl.a. i at han inddrog naturvidenskabens landvindinger i den nyere filosofihistorie samt psykologi fra filosofikumundervisningen. Først i 1960'erne skrev videnskabsteoretikeren Johannes Witt-Hansen en ny udgave om antikkens filosofi til brug ved filosofikumundervisningen.

## Danske filosofihistorier
Anden generation af filosofihistorikere i Danmark tæller Svend Erik Stybe, der især skrev om politisk idehistorie, teologen Johannes Sløk der skrev om kristen idehistorie, samt klassiske filologer som Karsten Friis Johansen, der skrev første bind om antikken i Den europæiske filosofis historie (1998). Filosofihistorikeren Carl Henrik Koch skrev tredje bind i samme serie fra Renæssancen til Oplysningstiden (1983). Koch har sammen med middelalderfilologen Sten Ebbesen (de) skrevet Den danske filosofis historie i fem bind (2002-04). Ebbesen har ligesom filosofihistorikeren Jørgen Hass, i en længere årrække arbejdet på henholdsvis 2. bind om middelalderens filosofi og 4. bind: Fra Kant til 1900 i samme serie.
Kendt er i Danmark også specialbehandlinger af filosofihistorie udgivet af Politikens Forlag. Til udgaverne om tysk filosofi i Vor tids filosofi 1-2 m.fl. har især Poul Lübcke bidraget (1982), om engelsksproget filosofi Finn Collin og Jan Riis Flor (1982/2003), mens udgaverne om fransk filosofi optager stof ved blandt andre Arne Grøn, Søren Gosvig Olesen og Jacob Dahl Rendtorff (1982/2003).

Tidligere havde offentligheden i 1960'erne og 70'erne hovedsageligt mødt filosofihistorien i de udstyrsmæssigt meget små udgivelser fra blandt andet Vintens Forlag, Berlingskes Leksikonbibliotek og Gyldendals Uglebøger. Blandt andre flere udgivelser om fransk filosofi ved teologen Peter Kemp. Før det havde religionshistorikeren Søren Holms filosofihistorie i seks bind (1956-1967) været rimelig populære, men i en i dag lidt vel bedaget overfladisk stil. Teologen Niels Thulstrup noterer meget høfligt at Holm ikke indoptog særlig meget nyt stof i sin ofte "ujævne" filosofihistorie; med andre ord var ny erkendelse lukket land for Holm. Hvad Holm skrev om nordisk filosofi gled ovenikøbet direkte ind i Ueberwegs omfattende Grundriss der Geschichte der Philosophie (bd. VI, 14. udg.), der oprindelig udkom i 1862. Siden 1983 udgives endnu en opdatering. Om nordisk filosofi kunne Holm til gengæld notere: 
"De var ikke alle originale - men helt originale er jo ogsaa kun de meget faa. Paa den anden Side nøjedes de ikke med at skrive Udlandets Tænkere af. Ikke mindst i Danmark tænkte man selvstændigt videre paa Grundlag af det, der var kommet udefra. Det var ikke færdige Tanker, men kun Halvfabrikata, der importeredes, og ud fra disse kom man til selvstændige Opfattelser, som prægedes af de enkelte Tænkeres personlige Forudsætninger."

## Danske forhold
I Danmark bedrives der kun lidt filosofihistorie iblandt fagfilosoffer. Usædvanlig var fx filosofihistorikeren Johannes Østergaard Petersens (1940-95) forsøg på at bedrive sproganalytisk filosofihistorie. Filosofihistorikeren Anne-Marie Eggert Olsen har især beskæftiget sig med Platon, som hun har forsøgt at anvende på vor tid, mens den franskspecialiserede filosof Søren Gosvig Olesen forsøgte at tegne grundkonturerne til en transcendentalhistorie i 2000.
Iblandt klassiske filologer er især første udgivelse af Platons samlede skrifter på dansk ved bl.a. Carsten Høeg og Hans Ræder kendt (1932-1941). Tredje udgave kom i 2009-2015 ved Jørgen Mejer og Chr. Gorm Tortzen (udg.). Tidligere havde Mejer blandt andet skrevet om de førsokratiske filosoffer, Johnny Christensen om især stoikerne og Poul Helms om det meste græske filosofi. Filologen Jan Pinborg (1937-1982) skrev omfattende om middelalderens sprogfilosofi. I nyere tid har Troels Engberg-Pedersen (en) skrevet om senantikkens filosofi, den unge filolog David Bloch om græsk antik, mens Aksel Haaning har skrevet om middelalderens og renæssancens filosofi.